# Ouragan Gonzalo (2014)
Pour les articles homonymes, voir Cyclone tropical Gonzalo.
L’ouragan Gonzalo est le huitième système tropical de la saison 2014, le septième à recevoir un nom, le cinquième à atteindre le seuil d'ouragan et le second à devenir un ouragan majeur. Formé à partir d'une onde tropicale provenant de la côte africaine, il est devenu une dépression tropicale à l'est des Petites Antilles le 12 octobre. Après être passé dans les îles du Vent, et a effectué un trajectoire courbe tout en s'intensifiant. Le 16 octobre, Gonzalo a atteint son apex avec des vents soutenus de 230 km/h et des rafales plus fortes encore. Il s'est ensuite affaibli lentement pour frapper directement les Bermudes avec une intensité de catégorie 2 vers 0 h 30 UTC le 18 octobre. Poursuivant sa trajectoire vers le nord-est, Gonzalo est passé très proche de la pointe sud-est de Terre-Neuve le 19 octobre alors qu'il était à la catégorie 1. Il s'est ensuite dirigé vers le Nord de la Grande-Bretagne et l'Irlande sous forme d'un cyclone extratropical (dépression frontale des latitudes moyennes). 
Lors de son développement, Gonzalo a endommagé des arbres et des maisons à Antigua-et-Barbuda. Des dizaines de bateaux ont été détruits à Saint-Martin, les services d'électricité et d'eau potable furent coupés et une personne y est morte. À Porto Rico et aux îles Vierges des États-Unis, des coups de vent ont été notés mais sans dommage. Ce sont cependant les Bermudes qui ont écopé des plus forts effets de Gonzalo, moins d'une semaine après le passage de la tempête tropicale Fay. Toutes les activités ont été suspendues à l'approche de l'ouragan qui a donné des rafales jusqu'à 232 km/h à l'aéroport international L.F. Wade. 
Par la suite, l'ouragan est passé juste au large de cap Race, des vents 89 km/h à 106 km/h ont été notés mais les dégâts ont été mineurs à Terre-Neuve, se résumant à une centaine de clients perdant le courant. Les restes de Gonzalo ont donné des pluies abondantes et des vents violents en Grande-Bretagne et en Irlande où trois personnes sont mortes et 5 ont été blessées. Le système a atteint le centre de l'Europe et donné des vents jusqu'à 122 km/h à l'aéroport de Stuttgart, de la neige dans les Alpes pour finalement se retrouver dans la mer Égée le 23 octobre.

## Évolution météorologique
Le 10 octobre, le National Hurricane Center (NHC) a commencé à suivre une onde tropicale à l'est des Petites Antilles. Ce système associé  avec des orages entrait dans une zone favorable à son développement . Les bandes de précipitations s’organisant graduellement, une centre de rotation est apparu le 11 octobre et le NHC lui a alors donné une probabilité de 60 % de devenir un cyclone tropical,. Le lendemain, un avion chasseur d'ouragans a volé dans le système et observés des vents soutenus de 65 km/h ce qui a permis au NHC de le classer comme une tempête tropicale et de lui donner le nom de Gonzalo à 17 h 30 UTC alors qu'il était à 320 kilomètres à l'est de la Guadeloupe. 
À ce moment la crête subtropicale poussait la tempête vers les Petites Antilles sur des eaux à 29 °C et sous un faible cisaillement des vents en altitude, toutes deux favorables à un développement plus poussé, même si une zone d'air sec en altitude pouvait le retarder. Le NHC s'est mis à émettre des alertes cycloniques le 12 octobre et un début d'œil s'est formé rapidement dans la tempête. La convection s'est intensifiée au centre de Gonzalo mais est restée plus désorganisée du côté ouest
Le 13 octobre, entre 13 et 14 h UTC, la tempête est passée sur Antigua, y donnant des vents de 103 km/h. Plus tard ce jour-là, Gonzalo est devenu un ouragan de catégorie 1 près de Saint Martin selon les données d'un avion de reconnaissance. L’œil du cyclone est passé ensuite sur Anguilla et les îles Vierges britanniques tout en s'intensifiant,. L'ouragan commençait aussi à ce moment à incurver sa trajectoire vers le nord-ouest autour de la crête subtropicale.
Tard le 14 octobre, l’œil s'est rapetissé à un diamètre de 28 km tout en devenant plus dégagé sur les images du satellite météorologique. À la suite de nouvelles informations provenant d'un avion de reconnaissance, le NHC a classé Gonzalo à la catégorie 3 de l'échelle de Saffir-Simpson, un ouragan majeur, avec des vents de 185 km/h. Le 15 octobre, un mur de l'œil concentrique de très faible diamètre est apparu, ce qui était indicateur d'un remplacement prochain du mur, et l'ouragan est passé à la catégorie 4. Il s'agissait de l'ouragan le plus puissant à ce moment depuis l’ouragan Ophelia en 2011. 
Une série de remplacements du mur de l'œil a ensuite fait varier l'intensité de l'ouragan mais le 16 octobre, Gonzalo a atteint son apex avec des vents soutenus de 230 km/h et des rafales plus fortes encore. Ce soir là, la trajectoire qui était vers le nord, a commencé à tourner vers le nord-est à l'approche d'une creux barométrique d'altitude venant des États-Unis. Gonzalo se dirigeait ainsi directement vers les Bermudes.
Après une série de fluctuations de sa structure, l'ouragan a commencé à faiblir le 17 octobre. Il était rendu à la catégorie 2 quand il a finalement traversé l'archipel le 18 octobre à 0 h 30 UTC,. Gonzalo a poursuivi une trajectoire vers le nord-est tout en faiblissant lentement. Accélérant le mouvement à plus de 80 km/h, il est passé à 45 km au sud-est de Cap Race (Terre-Neuve) tôt le 19 octobre, maintenant son état d'ouragan de catégorie 1 même sur les eaux très froides (10 °C). Des plateformes pétrolières ont rapporté des vents de 85 nœuds (157 km/h),. 
Plus tard en journée, Gonzalo est finalement devenu un cyclone post-tropical, sa convection succombant aux eaux froides et au fort cisaillement des vents en altitude, même si ses vents sont restés au niveau d'ouragan dans l'échelle de Beaufort. Le 21 octobre, la forte dépression des latitudes moyennes provenant de la transformation de Gonzalo a touché les îles Britanniques où des vents de 108 milles par heure (174 km/h) et de la forte pluie ont été rapportés. Le 22 octobre, la pression centrale de cette tempête était toujours à 995 hPa en atteignant le continent européen, puis la mer Égée le 23.

## Impacts

### Antilles
Des veilles et alertes cycloniques ont été émises par les autorités des diverses îles des petites Antilles et de Porto Rico lors du développement de Gonzalo. Ces avertissements sont rapidement passés à une alerte d'ouragan pour les îles Vierges Britanniques, Anguilla et Saint-Martin,. Plusieurs navires de croisières ont aussi changé de cap pour éviter la tempête.
Toutes activités avaient été annulées en prévision de la tempête et plusieurs refuges ont été mis à la disposition de la population à Antigua-et-Barbuda. Des vents soutenus jusqu'à 103 km/h et des rafales de 142 km/h ont été notées à Antigua au passage de Gonzalo. Certaines routes ont été bloquées par la chute d'arbres et plusieurs toits ont été endommagés, une panne électrique généralisée et de nombreux bateaux de pêche détruits dans ce pays,. 
À Saint-Martin, 37 bateaux de pêche ont été détruits dans les ports, incluant 22 dans la baie Simpson, la plupart ont été renversés. Un vieil homme à bord de l'un d'eux s'est noyé et deux hommes, l'un de Saint-Martin et l'autre de Saint-Barthélemy sont manquants. L’Associated Press a aussi rapporté après le passage de Gonzalo la recherche de cinq autres personnes portées disparues à bord des bateaux. Du côté néerlandais de l'île, les services électriques et d'eau potable ont été perturbés et plusieurs dommages dus au vent ont été signalés. Le zoo a connu des dégâts structuraux importants mais aucun animal n'a été blessé.
L'ouragan a donné beaucoup de vent et de pluie dans la portion est de Porto Rico et aux îles Vierges des États-Unis, causant des pannes électriques et forçant 20 personnes à se diriger vers un refuge,. L'aéroport international Cyril E. King sur Saint-Thomas a été temporairement fermé et a signalé des rafales de seulement 56 km/h,.
Sur les Grandes Antilles et aux Bahamas, la mer a été très agitée sans aucun autre effet.

### Bermudes
Le 14 octobre, alors que Gonzalo était à plus de 1 000 km au sud des Bermudes, le service météorologique de ce pays a émis une veille cyclonique pour l’archipel. Celle-ci a été rehaussée à une alerte le lendemain. Les banques et autres commerces ont été fermés dès le 16 octobre, alors que les écoles et bureaux du gouvernement l’ont été le 17 octobre,. Une école a cependant été utilisée comme refuge pour 66 résidents encore sans abris après le passage de la tempête tropical Fay moins d'une semaine auparavant. Le seul journal de l’archipel, The Royal Gazette, n’a pas été imprimé le 17 octobre mais a été distribué gratuitement le lendemain du passage de Gonzalo. Les plages ont été fermées pour éviter les noyades, les autobus et traversiers ont été suspendus le soir du 16 octobre. Le pont-chaussée dans le Nord de l’île principale a été interdit à 10 h locale le 17 octobre à cause des vents violents et de l’onde de tempête anticipés. L’aéroport international L.F. Wade a été fermé à tout trafic également. 
Les soldats du Bermuda Regiment ont été placés aux points névralgiques pour aider la sécurité civile. Les dégâts causés par Fay n’était pas tous réparés mais les résidents ont dû se concentrer à refaire leurs provisions et les autorités à préparer les installations pour ce nouvel assaut météorologique. Le premier ministre, Michael Dunkley, a annoncé que ces préparatifs devaient être terminés pour le 16 octobre en après-midi. Le consortium Caribbean Electric Utility Services Corporation a mis le personnel de réparation des lignes électriques de la Barbade, de la Dominique et des îles Vierges britanniques sur un pied d’alerte afin d’être envoyé aux Bermudes après la tempête pour venir prêter main-forte aux employés de la Bermuda Electric Light Company (BELCO) si cela s’avérait nécessaire. Cette dernière compagnie a remis à plus tard les dernières réparations nécessaires après le passage de Fay pour se concentrer sur le positionnement d’hommes et de matériels aux endroits névralgiques en prévision de Gonzalo,. La frégate HMS Argyll de la Royal Navy est partie des Antilles en direction des Bermudes le 16 octobre afin de porter secours à l’archipel après le passage de Gonzalo.
Lors du passage de Gonzalo, arbres et poteaux électriques ont été abattus par les vents et de nombreux toits ont été emportés. Les pannes électriques ont affecté 31 000 des 36 000 clients de l'archipel. Pratiquement toutes les routes étaient impraticables, barrées par les débris ou inondées par l'onde de tempête et les pluies. Cependant, aucune victime n'a été signalée même si les dommages sont estimés entre 200 et 400 millions $US de 2014.

### Terre-Neuve
Le 17 octobre, le centre canadien de prévision des ouragans a émis une veille de tempête tropicale pour la péninsule d'Avalon, le point le plus sud-est de Terre-Neuve au Canada. Les communautés visées, incluant la capitale Saint-Jean, ont dépêché des ouvriers pour dégager tous les fossés et autres canalisations en prévision des pluies abondantes,.
Le passage de Gonzalo a donné des inondations localisées à Saint-Jean et les vents ont brièvement coupé le courant à une centaine de familles. Les vents les plus forts ont été enregistrés à Cape Pine à 106 km/h.

### Europe
La dépression extratropicale provenant de Gonzalo a atteint le Royaume-Uni le 21 octobre et a donné des vents de 110 km/h au Pays de Galles et à l'île de Wight. Ces vents ont déraciné de nombreux arbres et autres structures ce qui a entravé la circulation. Une femme est morte à Londres alors qu'un arbre lui est tombé dessus, un homme est mort  dans l'Essex lorsqu'une camionnette qu'il réparait est tombée sur lui après qu'une forte rafale de vent ait renversé le cric qui la soutenait et un dernier est décédé dans le Merseyside à la suite d'un accident de la route,,. À Southwick, Sussex de l'Ouest, trois personnes ont été blessées par la chute d'arbres et deux enfants ont reçu des débris du toit de leur école ailleurs dans le pays. Les intempéries ont également mené à l'annulation de 110 vols à l'aéroport de Londres Heathrow, affectant jusqu'à 10 000 passagers.
En Allemagne, des vents jusqu'à 122 km/h ont été signalés à l'aéroport de Stuttgart, alors que dans les montagnes les vents ont atteint 148 km/h à la station météorologique de Spitzingsee en Bavière à 1 088 mètres d'altitude. Dans la Forêt-Noire, des rafales à 147 km/h ont aussi été signalées. Ailleurs, de fortes chutes de neige sont tombées dans les Alpes et le 24 octobre, les fortes pluies associées à ce système ont causé des inondations à Athènes en Grèce.

### Source
- (en) Cet article est partiellement ou en totalité issu de l’article de Wikipédia en anglais intitulé « Hurricane Gonzalo » (voir la liste des auteurs).